# Стадник, Александр Васильевич
Александр Васильевич Стадник (укр. Олександр Васильович Стаднік; род. 7 июля 1977, Смолино, Кировоградская область) — украинский юрист, адвокат, государственный служащий. Председатель Николаевской облгосадминистрации с 18 сентября 2019 по 17 ноября 2020 года.

## Биография
Александр Стадник родился 7 июля 1977 года в посёлке Смолино, Маловисковского района, Кировоградской области в семье рабочих. Мать — воспитатель детского сада, педагог. Отец — шахтёр.

### Образование
В 1994 году окончил общеобразовательную школу. Учился в Маловисковской автошколе при военкомате ОСО Украины, получил водительское удостоверение категории А, В, С.
С 2001 по 2003 год учился в Кировоградском техникуме экономики и права им. Сая.
С 2003 по 2006 год учился в Киевском национальном университете внутренних дел, на юридическом факультете.
В 2016 году окончил Карпатский университет имени Августина Волошина, получил степень бакалавра психологии.
В 2018 году окончил магистратуру Карпатского университета имени Августина Волошина, получил диплом с отличием по специальности «психология».
В 2019 году прошёл повышение квалификации по программе «Организация деятельности глав областных государственных администраций в условиях реформ» от Украинской школы управления.

### Трудовая деятельность
В 1995 году работал помощником слесаря по ремонту автомобилей. Имел категорию слесаря III разряда по обслуживанию автотранспорта.
В 1996 году прошёл военную службу в Николаеве, в части № 3039 специальных моторизованных частей милиции в оперативной группе специального назначения быстрого реагирования. Во время прохождения службы являлся заместителем командира роты специального назначения.
В 1998 году назначен заместителем начальника торгового отдела Украинско-американского предприятия «АМГ — Украина» в Киеве.
В 1999 году пребывал в должности инспектора отдела охраны ООО «Альфа—Щит» в Киеве.
С 1999 по 2000 год — начальник охраны ООО «АМГ — Украина».
С 2003 по 2008 год — юрист в ООО «Калимфо», г. Киев.
С 2008 по 2011 год занимался предпринимательской деятельностью.
В 2009 году основал общественную организацию «Независимое бюро расследований».
В 2011 году получил свидетельство о праве на занятие адвокатской деятельностью.
С декабря 2011 года — главный государственный налоговый ревизор-инспектор отдела организации погашения налогового долга юридических лиц управления погашения просроченных налоговых обязательств ГНИ в Шевченковском районе г. Киева.
Июнь 2012 — июль 2013 — заместитель начальника, начальник Регионального управления Департамента контроля за производством и оборотом спирта, алкогольных напитков и табачных изделий ГНС Украины в г. Киеве.
Август 2013 — февраль 2015 — начальник управления контроля за оборотом и налогообложением подакцизных товаров ГУ Миндоходов в г. Киеве.
Февраль — июнь 2016 — начальник управления контроля за оборотом и налогообложением подакцизных товаров Главного управления ГФС в г. Киеве.
С февраля 2015 по май 2016 года — и. о. начальника Государственной налоговой в Днепровском районе Главного управления ГФС в г. Киеве. Инспектор налогового и таможенного дела I ранга (2013).
С 2016 по 2017 год работал адвокатом.
С 2017 по 2018 год — директор по развитию международных отношений ООО «Динадис Бизнес Тревел».
С апреля 2019 — председатель ОО «Независимое Бюро Расследований» (укр. Незалежне бюро розслідувань).

## Политическая деятельность
В 2015 году — кандидат в депутаты Киевского городского совета.
В 2019 году Президент Владимир Зеленский назначил Александра Стадника на должность главы Николаевской областной государственной администрации. Пребывал в должности с 18 сентября 2019 по 17 ноября 2020 года.
В сентябре 2020 года в разгар пандемии COVID-19 глава Николаевской ОГА заболел коронавирусом.

## Награды
- Грамота «за добросовестное исполнение служебных обязанностей по охране общественной безопасности».
- Грамота командования Николаевского специального моторизированного полка милиции «за добросовестное исполнение служебных обязанностей по охране общественного порядка, личный пример в борьбе с преступностью и образцовую военную дисциплину».
- 1996 — нагрудный знак за образцовую службу I—III степени ВВ МВД Украины.
- 1997 — грамота и медаль за I место в соревнованиях за первенство ОВ МВД Украины по многоборью групп захвата спецподразделений ВВ МВД Украины; получил высшую форму знака отличия военнослужащего подразделения специального назначения, право носить краповый берет на левую сторону, с занесением отметки в военный билет.
- 2019 — отличие МВД Украины «Огнестрельное оружие».

## Личная жизнь
Не женат.
Имеет I разряд по плаванию.